# Raymond Moylette
Raymond Peter Moylette, häufig Ray Moylette bzw. Ray Moylett genannt (* 11. April 1990 in Derrycooraune, Islandeady, County Mayo) ist ein irischer Profiboxer im Halbweltergewicht. Als Amateur war er unter anderem Europameister 2011 im Halbweltergewicht und Junioren-Weltmeister 2008 im Leichtgewicht.

## Amateurkarriere
Ray Moylette begann im Alter von sechs Jahren beim St.Anne's Boxing Club in Westport mit dem Boxen.

### National
Moylette wurde unter anderem irischer Juniorenmeister im Federgewicht 2007 und im Leichtgewicht 2008 sowie irischer Meister 2010 im Halbweltergewicht. Bei nationalen Meisterschaften hatte er unter anderem mit Eric Donovan, Ross Hickey und Dean Walsh harte Konkurrenz. 2013, 2015 und 2016 wurde er Vizemeister und belegte einen dritten Platz in den Jahren 2009 und 2014.

### International
Sein größter Erfolg als Jugendlicher war der Gewinn der Goldmedaille im Leichtgewicht bei den Jugend-Weltmeisterschaften 2008 in Mexiko. Er besiegte dabei den Brasilianer Jefferson Silva, den Waliser Fred Evans, den Kubaner Juan Garcia, den Weißrussen Alexei Haletsitsch und den späteren kasachischen Weltmeister und Olympiasieger Danijar Jeleussinow.
Bei den Erwachsenen startete er bei den Europameisterschaften 2010 in Moskau, wo er im Achtelfinale knapp mit 5:5+ gegen den Deutschen David Müller ausschied. Bei den Europameisterschaften 2011 in Ankara gewann er dann die Goldmedaille im Halbweltergewicht durch Siege gegen den Israeli Subhi Amara, den Serben Ljubomir Marjanović, den Russen Maxim Ignatiew, den Aserbaidschaner Heybatulla Hajialiyev und den Engländer Thomas Stalker. Seine erste WM-Teilnahme bestritt er bei den Weltmeisterschaften 2011 in Baku, wo er sich gegen Arturs Ahmetovs aus Lettland durchsetzen konnte aber in der zweiten Vorrunde gegen Manoj Kumar aus Indien ausschied.
Die Europameisterschaften 2013 in Minsk beendete er nach einer Niederlage im Achtelfinale gegen den Türken Hüseyin Karslıoğlu. Bei den Weltmeisterschaften 2013 in Almaty gewann er gegen den Griechen Alexandros Tsanikidis, verlor jedoch erneut in der zweiten Vorrunde gegen den Kirgisen Ermek Sakenow.
Über den semiprofessionellen Turniermodus AIBA Pro Boxing versuchte er sich noch für die Olympischen Spiele 2016 zu qualifizieren, verlor jedoch gegen Batuhan Gözgeç, Iqboljon Xoldorov und Howhannes Batschkow.

## Profikarriere
Im September 2016 gab er seinen Wechsel ins Profilager bekannt und unterzeichnete im Januar 2017 einen Vertrag mit der britischen Promotionsfirma Assassin Boxing Promotions von Kaz Evans. Trainiert wird er von Martin Brennan und Packie Collins, Bruder des ehemaligen irischen Boxweltmeisters Steve Collins. Sein Profidebüt gewann Moylette am 4. März 2017 gegen den Slowaken Ivan Godor. Im September 2017 besiegte er den US-Amerikaner Michael Clark, der 1999 WM-Herausforderer des WBO-Titelträgers Artur Grigoryan war.
Seine erste Niederlage erlitt er im Dezember 2018 knapp nach Punkten gegen Christian Uruzquieta beim Kampf um den WBC International Silver Title. Im März 2022 verlor er durch TKO gegen Dalton Smith.